# Franky Oviedo
Franky Oviedo (* 21. September 1973 in Cali), in einigen Datenbanken auch als Frankie Oviedo geführt, ist ein ehemaliger kolumbianischer Fußballspieler, der vorwiegend im Mittelfeld agierte und heute in seiner Heimatstadt Cali eine Fußballschule (Academia de Fútbol Franky Oviedo) betreibt.

## Laufbahn
Franky Oviedo wurde in der Fußballschule Boca Juniors de Cali ausgebildet und erhielt seinen ersten Profivertrag 1993 bei der ortsansässigen Sociedad Anónima Deportiva América, bei der Oviedo bis 2000 unter Vertrag stand. Mit América de Cali gewann Oviedo in der Saison 1996/97 die kolumbianische Fußballmeisterschaft und zwei Jahre später die Copa Merconorte.
Im Sommer 2000 wechselte Oviedo nach Mexiko zum „Namensvetter“ Club América, mit dem er im Torneo Verano 2002 die mexikanische Fußballmeisterschaft gewann. Auch als er vier Jahre später den Club América verließ, blieb Oviedo zunächst in Mexiko und spielte in den kommenden drei Jahren für jeweils eine Saison beim Puebla FC, beim CF Pachuca und beim Club Necaxa.
Über den venezolanischen Verein Deportivo Táchira, für den er in der zweiten Hälfte des Jahres 2007 spielte, kehrte Oviedo in seine Heimat zurück, wo er in der Apertura 2008 in Reihen des Boyacá Chicó FC noch einmal die kolumbianische Fußballmeisterschaft gewann.
Zwischen 1999 und 2005 absolvierte Oviedo insgesamt 24 Länderspieleinsätze für die kolumbianische Fußballnationalmannschaft, bei denen er vier Tore erzielte.

## Erfolge
- Sieger der Copa Merconorte: 1999
- Kolumbianischer Meister: 1996/97, Apertura 2008
- Mexikanischer Meister: Verano 2002